# Ambassade d'Algérie en Afrique du Sud
L'ambassade d'Algérie en Afrique du Sud est la représentation diplomatique de l'Algérie en Afrique du Sud.